# Banffia
Banffia es un género extinto de animales del Cámbrico Medio. El nombre del género se refiere a Banff, en Alberta, Canadá, cerca de donde se hallaron los primeros especímenes fósiles. La posición de este taxón en el esquema taxonómico actual es controvertida.

## Anatomía
Banffia constricta es conocido a partir de cientos de fósiles hallados en el esquisto de Burgess. Medía más de 10 centímetros de longitud, y se dividía en dos partes de tamaño similar, anterior y posterior. El cuerpo entero se dobla en una espiral en el sentido de las agujas del reloj, visto desde el frente. Se cree que esta es una adaptación secundaria desarrollada de una condición de simetría bilateral para un estilo de vida cavador. La sección anterior está cubierta por dos conchas en forma de caparazón desmineralizadas que están fusionadas. Una estructura en forma de corona formada por tres círculos rodeaba la boca. Una estructura en forma de antena situada justo después de la boca puede haber sido un órgano sensorial. La sección posterior se compone de 40 a 50 segmentos. El tracto gastrointestinal es recto, y el ano se encuentra en la punta de la sección posterior. Los intestinos parecen haber tenido una serie de divertículos o sacos. Restos de un posible sistema circulatorio son visibles en los fósiles. B. constricta y su pariente Skeemella probablemente se alimentaban por filtración.

## Clasificación
No hay consenso sobre la clasificación de Banffia. B. constricta fue asignado a los anélidos por Walcott en 1911. En 2006, hubo diferentes propuestas que situaron a Banffia entre los Urochordata, Vetulicolia o Arthropoda. Mientras que su plan corporal (secciones anterior y posterior de similar tamaño y segmentadas) se parece al de los Vetulicola, se ha indicado que la ausencia de agallas y un endostilo, y la presencia de los divertículos intestinales hace que sea improbable que Banffia sea un miembro de los deuterostomados. Sin embargo, la aparente completa falta de apéndices (aparte de la estructura en forma de antena) hace que clasificar a B. constricta dentro de Arthropoda sea igualmente improbable.
La especie Banffia confusa, conocida de fósiles de los esquistos de Maotianshan, fue asignada inicialmente a este género, pero la investigación posterior ha mostrado que no tenía una relación próxima a B. constricta, siendo renombrada como Heteromorphus longicaudatus, sinónimo más moderno, y situada en una clase diferente, Heteromorphida.